# Leporinus jatuncochi
Leporinus jatuncochi är en fiskart som beskrevs av Ovchynnyk, 1971. Leporinus jatuncochi ingår i släktet Leporinus och familjen Anostomidae. Inga underarter finns listade i Catalogue of Life.